# The Montreux Album
The Montreux Album ist das fünfte Studioalbum der englischen Pop- und Softrockband Smokie. Es wurde am 12. September 1978 bei RAK Records und EMI Electrola veröffentlicht und von dem bekannten Produzentenduo Nicky Chinn und Mike Chapman produziert.

## Hintergrund
Das Album wurde von Nicky Chinn und Mike Chapman produziert, veröffentlicht wurde es erstmals als LP und Musikkassette am 12. September 1978. Aufgenommen wurde es in den direkt am Genfersee in Montreux in der Schweiz gelegenen Mountain Studios, wodurch das Album auch seinen Namen erhielt. Eine CD-Version ist seit 1990 verfügbar.
Es enthält mit For a Few Dollars More, Oh Carol und Mexican Girl drei Songs, die auch als Singles veröffentlicht wurden und sich in den Charts platzieren konnten. Nicky Chinn und Mike Chapman sind zudem Texter und Komponisten von drei der zehn Titeln, darunter For a Few Dollars More und Oh Carol. Die restlichen sieben Titel wurden von Mitgliedern der Band selbst geschrieben: fünf Titel stammen von Sänger Chris Norman und Schlagzeuger Pete Spencer und zwei von Alan Silson und Terry Uttley.

## Titelliste
Das Album besteht aus 10 Titeln. Dabei befanden sich bei der ursprünglichen LP-Version von 1978 je fünf Titel auf jeder Seite:
1. A1: The Girl Can’t Help It (C. Norman, P. Spencer) – 3:48
2. A2: Power Of Love (N. Chinn/M. Chapman) – 1:56
3. A3: No More Letters (C. Norman, P. Spencer) – 3:30
4. A4: Mexican Girl (C. Norman, P. Spencer) – 4:00
5. A5: You Took Me By Surprise (A. Silson, T. Uttley) – 3:40
6. B1: Oh Carol (N. Chinn/M. Chapman) – 3:42
7. B2: Liverpool Docks (C. Norman, P. Spencer) – 2:58
8. B3: Light Up My Life (A. Silson, T. Uttley) – 4:27
9. B4: Petesey’s Song (C. Norman, P. Spencer) – 2:50
10. B5: For A Few Dollars More (N. Chinn/M. Chapman) – 3:37

## Rezeption

### Charts und Chartplatzierungen
Es war das fünfte Album von Smokie, das in die deutschen Albumcharts einstieg, das vierte und bislang letzte in den Top 10. Zudem war es nach Bright Lights & Back Alleys und Greatest Hits das dritte Album der Band in den österreichischen Albumcharts und den dortigen Top 10. In ihrem Heimatland Großbritannien stieg es ebenfalls ein und erreichte Rang 52. In die deutschen Albumcharts kam es am 23. Oktober 1978 und stieg bis auf Platz 3. Insgesamt war es 24 Wochen in der Hitparade, davon 10 Wochen in den Top 10, seine letzte Platzierung hatte es am 23. April 1979. In Österreich wurde das Album am 15. November 1978 zum ersten Mal in den Albumcharts verzeichnet und es stieg bis auf Platz 6. Insgesamt war es fünf Monate in der Hitparade, davon zwei in den Top 10. In Großbritannien kam es am 4. November 1978 in die Charts und blieb dort zwei Wochen, dabei erreichte es den Platz 52 als Höchstplatzierung.
Auch in weiteren Ländern erreichte das Album die Charts. So konnte es sich etwa in Schweden auf Platz 3, Norwegen auf Platz 5 und in den Niederlanden auf Platz 29 platzieren.
| ChartsChartplatzierungen     | Höchstplatzierung | Wochen |
| ---------------------------- | ----------------- | ------ |
| Deutschland (GfK)            | 3 (24 Wo.)        | 24     |
| Österreich (Ö3)              | 6 (20 Wo.)        | 20     |
| Vereinigtes Königreich (OCC) | 52 (2 Wo.)        | 2      |

### Auszeichnungen für Musikverkäufe
The Montreux Album erhielt in Deutschland eine Goldene Schallplatte für 250.000 verkaufte Einheiten sowie in Großbritannien eine Silberne Schallplatte für 60.000 verkaufte Einheiten.
| Land/Region                  | Auszeichnungen für Musikverkäufe (Land/Region, Auszeichnung, Verkäufe) | Verkäufe |
| ---------------------------- | ---------------------------------------------------------------------- | -------- |
| Deutschland (BVMI)           | Gold                                                                   | 250.000  |
| Vereinigtes Königreich (BPI) | Silber                                                                 | 60.000   |
| Insgesamt                    | 1× Silber · 1× Gold ·                                                  | 310.000  |

## Belege
1. 1 2 3  Smokie – The Montreux Album bei Discogs; abgerufen am 28. Juni 2021.
2. 1 2 3 4  Smokie – The Montreux Album. In: austriancharts.at. Abgerufen am 28. Juni 2021.
3. ↑  Smokey – The Montreux Album (CD) bei Discogs; abgerufen am 28. Juni 2021.
4. 1 2 3  
Smokie – The Montreux Album. In: officialcharts.com. Abgerufen am 28. Juni 2021.
5. 1 2 3  Smokie – The Montreux Album. chartsurfer.de, abgerufen am 28. Juni 2021.
6. ↑  Smokie – The Montreux Album. In: offiziellecharts.de. Abgerufen am 28. Juni 2021.
7. 1 2  Gold-/Platin-Datenbank. In: musikindustrie.de. Abgerufen am 16. Juni 2021 (englisch).
8. 1 2  Smokie – The Montreux Album. In: bpi.co.uk. Abgerufen am 28. Juni 2021 (englisch).